# Белоусов, Владимир Александрович
Владимир Александрович Белоусов (13 июля 1895, Курск — 25 мая 1971, Харьков) — советский педиатр, заслуженный деятель науки УССР (1956), член-корреспондент АМН СССР (1957).

## Биография
Родился 13 июля 1895 года в Курске в семье служащего.
В 1917 году окончил медицинский факультет Харьковского университета. С 1918 года работал ординатором, а в 1938—1941 и 1944—1965 годах — заведующий кафедрой госпитальной педиатрии Харьковского медицинского института. Член КПСС с 1948 года.
Является автором около 70 работ по различным вопросам педиатрии (дизентерии, ревматизма, острых респираторных заболеваний и др.). Важнейшие труды Белоусова посвящены лечению туберкулёзного менингита, организации питания школьников и курортному лечению детей.
Белоусов В. А. был членом Учёного совета при МЗ УССР, председателем правления Харьковского общества детских врачей, членом редколлегии журнала «Педиатрия, акушерство, гинекология».
Умер 25 мая 1971 года в Харькове.